# Championnat d'Écosse de football 1960-1961
Navigation
Édition précédente Édition suivante
La 64e édition du championnat d'Écosse de football est remportée par le Rangers FC. C’est le 32e titre de champion du club d’Édimbourg. Les Rangers l’emportent avec un point d’avance sur Kilmarnock FC. Third Lanark AC complète le podium.
Le système de promotion/relégation reste en place : descente et montée automatique, sans matchs de barrage pour les deux derniers de première division et les deux premiers de deuxième division. Clyde FC et Ayr United descendent en deuxième division. Ils sont remplacés pour la saison 1961/62 par Falkirk FC et Stirling Albion FC.
Avec 42 buts marqués en 34 matchs, Alex Harley de Third Lanark AC remporte pour la première fois le classement des meilleurs buteurs du championnat.

## Les clubs de l'édition 1960-1961
| \| Aberdeen FC Glasgow · Celtic - Rangers - Partick Thistle Dundee · Dundee FC-United Édimbourg · Heart - Hibernian Clyde FC Motherwell FC Kilmarnock FC Saint Mirren Airdrieonians Fife : Dunfermline-Raith Rovers Ayr United Saint Johnstone \| Localisation des clubs engagés dans le championnat. |
| Aberdeen FC Glasgow · Celtic - Rangers - Partick Thistle Dundee · Dundee FC-United Édimbourg · Heart - Hibernian Clyde FC Motherwell FC Kilmarnock FC Saint Mirren Airdrieonians Fife : Dunfermline-Raith Rovers Ayr United Saint Johnstone                                                           |

| Club                               | Ville       |
| ---------------------------------- | ----------- |
| Aberdeen Football Club             | Aberdeen    |
| Airdrieonians Football Club        | Airdrie     |
| Ayr United Football Club           | Ayr         |
| Celtic Football Club               | Glasgow     |
| Clyde Football Club                | Glasgow     |
| Dundee Football Club               | Dundee      |
| Dundee United Football Club        | Dundee      |
| Dunfermline Athletic Football Club | Dunfermline |
| Heart of Midlothian Football Club  | Édimbourg   |
| Hibernian Football Club            | Leith       |
| Kilmarnock Football Club           | Kilmarnock  |
| Motherwell Football Club           | Motherwell  |
| Partick Thistle Football Club      | Glasgow     |
| Raith Rovers Football Club         | Kirkcaldy   |
| Rangers Football Club              | Glasgow     |
| Saint Johnstone Football Club      | Perth       |
| Saint Mirren Football Club         | Paisley     |
| Third Lanark Athletic Club         | Glasgow     |

## Compétition

### Classement
Le classement est établi sur le barème de points classique (victoire à 2 points, match nul à 1, défaite à 0).
| Rang | Équipe                 | Pts | J  | G  | N  | P  | Bp  | Bc | Diff |
| ---- | ---------------------- | --- | -- | -- | -- | -- | --- | -- | ---- |
| 1    | Rangers FC             | 51  | 34 | 23 | 5  | 6  | 88  | 46 | +42  |
| 2    | Kilmarnock FC          | 50  | 34 | 21 | 8  | 5  | 77  | 45 | +32  |
| 3    | Third Lanark AC        | 42  | 34 | 20 | 2  | 12 | 100 | 80 | +20  |
| 4    | Celtic FC              | 39  | 34 | 15 | 9  | 10 | 64  | 46 | +18  |
| 5    | Motherwell FC          | 38  | 34 | 15 | 8  | 11 | 70  | 57 | +13  |
| 6    | Aberdeen FC            | 36  | 34 | 14 | 8  | 12 | 72  | 72 | 0    |
| 7    | Heart of Midlothian T  | 34  | 34 | 13 | 8  | 13 | 51  | 53 | -2   |
| 8    | Hibernian FC           | 34  | 34 | 15 | 4  | 15 | 66  | 69 | -3   |
| 9    | Dundee United P        | 33  | 34 | 13 | 7  | 14 | 60  | 58 | +2   |
| 10   | Dundee FC              | 32  | 34 | 13 | 6  | 15 | 61  | 53 | +8   |
| 11   | Partick Thistle FC     | 32  | 34 | 13 | 6  | 15 | 59  | 69 | -10  |
| 12   | Dunfermline Athletic C | 31  | 34 | 12 | 7  | 15 | 65  | 81 | -16  |
| 13   | Airdrieonians          | 30  | 34 | 10 | 10 | 14 | 61  | 71 | -10  |
| 14   | Saint Mirren           | 29  | 34 | 11 | 7  | 16 | 53  | 58 | -5   |
| 15   | Saint Johnstone P      | 29  | 34 | 10 | 9  | 15 | 47  | 63 | -16  |
| 16   | Raith Rovers           | 27  | 34 | 10 | 7  | 17 | 46  | 67 | -21  |
| 17   | Clyde FC               | 23  | 34 | 6  | 11 | 17 | 55  | 77 | -22  |
| 18   | Ayr United             | 22  | 34 | 5  | 12 | 17 | 51  | 81 | -30  |

| Légende : Qualifications et relégations | Légende : Qualifications et relégations                                |
| --------------------------------------- | ---------------------------------------------------------------------- |
|                                         | Champion d'Écosse. Qualifié pour la Coupe d’Europe des clubs champions |
|                                         | Relégation en deuxième division                                        |
|                                         | T : Tenant du titre C : Vainqueur de la Coupe d'Écosse P : Promus      |

## Bilan de la saison
| Tableau d'Honneur                |                      |
| Compétition                      | Vainqueur            |
| Championnat d'Écosse de football | Rangers FC           |
| Coupe d'Écosse de football       | Dunfermline Athletic |

| Promotions et relégations |                               |
| Promus                    | Stirling Albion FC Falkirk FC |
| Relégués                  | Clyde FC Ayr United           |

## Statistiques

### Meilleur buteur
1. Alex Harley, Third Lanark AC, 42 buts